# Carex castanea
Carex castanea är en halvgräsart som beskrevs av Göran Wahlenberg. Carex castanea ingår i släktet starrar, och familjen halvgräs. Inga underarter finns listade i Catalogue of Life.